# Sinus urogenitalis

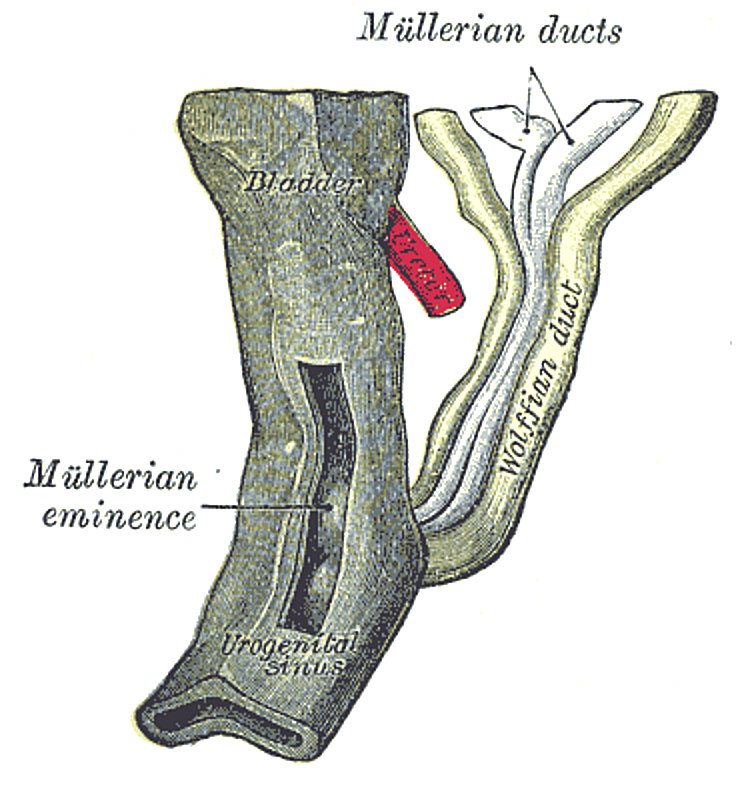
Sinus urogenitalis eines weiblichen Embryos in der 8,5 bis 9. Woche (aus Gray’s Anatomy)

Der Sinus urogenitalis (Urogenitalkanal) ist eine embryologische Vorläuferstruktur verschiedener Harn- und Geschlechtsorgane. Beim menschlichen Embryo gibt es bis zur 5. Entwicklungswoche noch keine Abgrenzung von Anal- und Urogenitalkanal, man spricht von einer Kloake. In der 5. Entwicklungswoche wird die Kloake durch das von kranial auf sie zuwachsende Septum urorectale in zwei Höhlen unterteilt:
- Sinus urogenitalis (Urogenitalkanal)
- Anorektalkanal

Aus dem Sinus urogenitalis entwickeln sich:
- bei beiden Geschlechtern: Harnblase, Harnröhre (beim Mann nur teilweise)
- beim Mann: Prostata (Vorsteherdrüse), Bulbourethraldrüse (Cowpersche Drüse), Utriculus prostaticus
- bei der Frau: Vaginalepithel, Glandula vestibularis major (Bartholin-Drüse), Glandula paraurethralis (Skene-Drüsen), Glandulae vestibulares minores
- bei beiden Geschlechtern die Raphe perinei